# Ive Siljan
Ive Siljan (Marčana, 26. studenoga 1929. – Pula, 11. siječnja 1988.), hrvatski književnik i lokalni društveno-politički dužnosnik

## Životopis
Rođen u Marčani u doba talijanske vlasti. Sudjelovao je u NOB-u, što je utjecalo na tematiku njegovih knjiž. djela. God. 1957. diplomirao je na Visokoj upravnoj školi u Zagrebu.
Obnašao je više društveno-polit. dužnosti u Puli i Istri. Književni mu je prvijenac socrealistički intoniran roman Dva susreta (1957.). Autor je drama: Pramaliće (1965.), Svitlo pod kopon (1970.), Vragu na putu (1974.), Šesta subota (197.6) i dr., izvođenih na pulskim i riječkim pozornicama. Okušao se i u humorističkim radovima. Napisao je filmski scenarij Spod te Učke gori (1973.), a najambicioznije mu je djelo roman Crvena jutra (1980.). Zavičajno određen i moralizatorski angažiran, opće i društveno pretpostavljao je individualnom i osobnom, a nedostatke fabule nadomještao vizualnošću. Nekoliko mu je tekstova uglazbljeno.
Član upravnog odbora Čakavskog sabora u prvom mandatu. Uređivao Glas Istre (1971. – 1973., 1975. – 1976.). Član uredništva časopisa Matice hrvatske iz Pule Istarski mozaik.
LIT.: I. Rudan, Rat je užasna stvar, Istarski mozaik, 1970, 1; J. Lužina, Pojava zavičajne knjige, ibid. 1973, 6; J. Lužina-Sladonja, Pogovor, u: I. Siljan, Crvena jutra, Pula 1980.